# Кедр ліванський
Кедр ліванський (лат. Cedrus libani) — вид хвойних дерев, поширений в горах Східного Середземнор'я (Лівану, західної Сирії і півдня центральної Туреччині).

## Опис
Ліванський кедр — вічнозелена рослина родини соснові (Pinaceae), заввишки до 40 м, і конічною (в молоді) формою з широкою основою. Пагони диморфні, бувають довгими або короткими. Листя голчато-подібне, рідке на довгих пагонах і зібране в кластери 15–45 голок на коротких. Голки 5–30 мм в довжині, чотирикутні в крос-секції і мають колір від зеленого до синьо-зеленого зі смужками по всіх чотирьох боках.

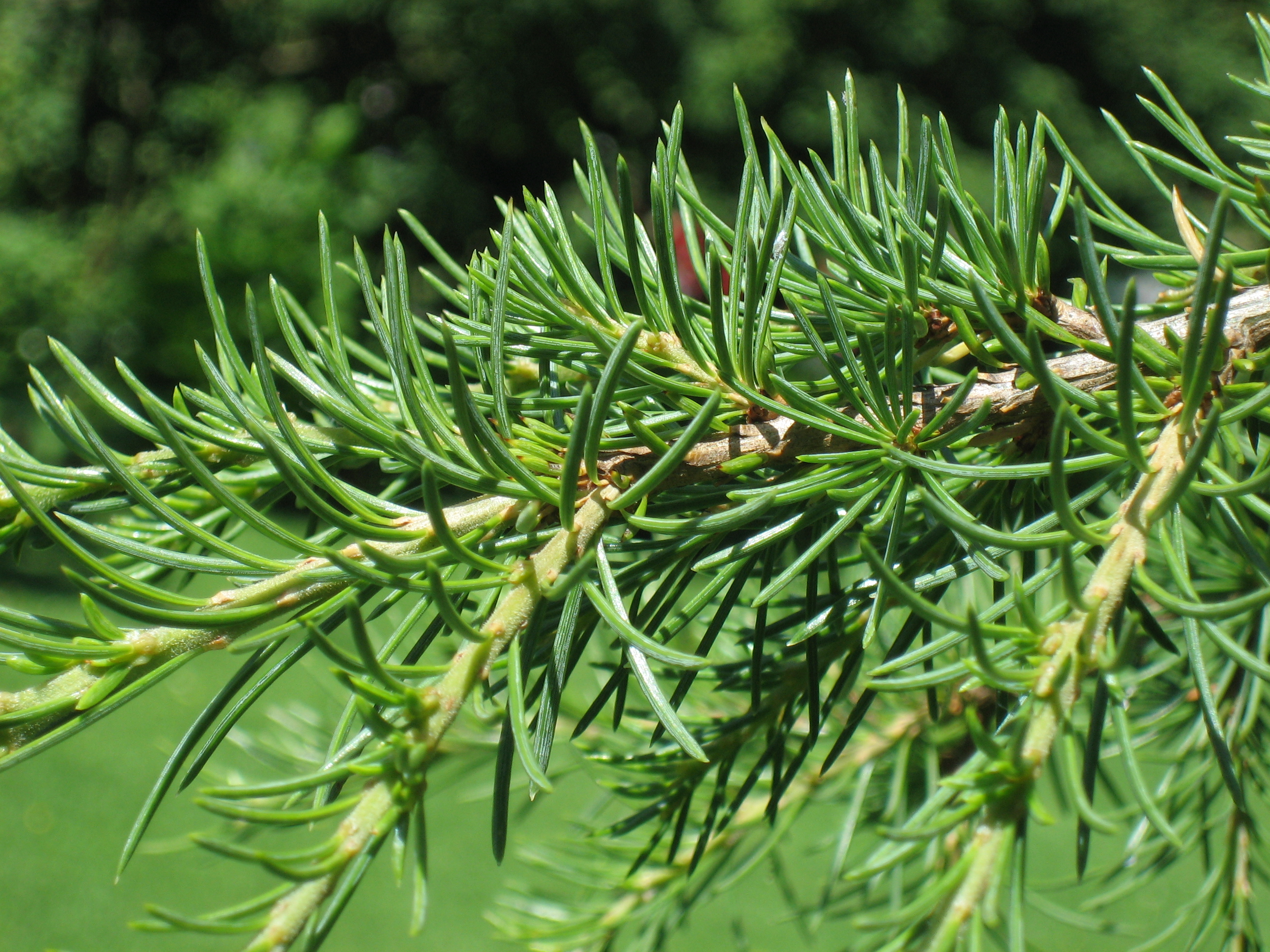
Листя ліванського кедру

Шишки звичайно виростають кожного другого року, і визрівають через 12 місяців після запилення. Зрілі шишки в жовтні мають 8–11 см завдовжки і 4–6 см в ширину, смолянисті, зламуються, випускаючи окрилене насіння протягом зими. Насіння має 15 завдовжки, 6 мм в ширину, з трикутним крилом 20–25 мм завдовжки. Перші шишки звичайно виростають в віці 20–40 років.

## Види
Підвиди його (що інколи розглядаються як окремі види) поширені в південно-західній Туреччині, на Кіпрі, і в Атлаських горах в Алжирі й Марокко в північно-західній Африці:
- Cedrus libani var. libani (Ліванський Кедр): Ліван, західна Сирія й південна центральна Туреччина
- Cedrus libani var. stenocoma (Турецький Кедр): південно-західна Туреччина
- Cedrus libani var. brevifolia (Кіпрський Кедр): Кіпр
- Cedrus. libani var. atlantica (Атласький кедр): Атлаські гори

## Поширення
У Лівані і Туреччині це дерево найпоширеніше на висотах 1000–2000 м, де воно формує як чисті, так і змішані ліси з малоазійською ялицею (лат. Abies cilicica), європейською чорною сосною (лат. Pinus negra) і декількома різновидами ялівцю (лат. Juniperus). На Кіпрі ліванський кедр поширений на висоті 1000–1525 м (гори Троодос), а в Атлаських горах ― на висоті 1300–2200 м, в чистих лісах або разом з північноафриканською ялицею, яловцями, дубами і кленами.
У Лівані розташований Хорш-Арз-ель-Раб (укр. Божественний кедровий гай), занесений до Світової спадщини ЮНЕСКО.